# Хто сміється останнім (фільм)
«Хто сміється останнім» (рос. «Кто смеётся последним») — білоруський радянський художній фільм 1954 року режисера Володимира Корш-Сабліна за мотивами однойменної сатиричної комедії Кіндрата Крапиви.

## Сюжет
Історія пройдисвітів і підлабузників, які проникли в наукові установи. У центрі фільму — образ псевдовчених Горлохватського і його пособників Туляги і Зелкіна.

## У ролях
- Леонід Рахленко
- Гліб Глєбов —  Микита Семенович Туляга
- Володимир Владомирський
- Лілія Дроздова
- Іван Шатило
- Борис Платонов
- Зінаїда Броварська
- Лідія Ржецкая
- Павло Молчанов
- Тетяна Алексєєва
- Борис Ямпільський — невідомий

## Творча група
- Сценарій: Кіндрат Кропива
- Режисер: Володимир Корш-Саблін
- Оператор: Олександр Гінзбург
- Композитор: Дмитро Камінський